# اودویویچه
اودویویچه (به صربی: Odojeviće) یک منطقهٔ مسکونی در صربستان است که در نووی پازار واقع شده‌است.